# Đăk Xú
Đăk Xú là một xã thuộc huyện Ngọc Hồi, tỉnh Kon Tum, Việt Nam.

## Địa lý
Xã Đăk Xú nằm ở trung tâm huyện Ngọc Hồi, có vị trí địa lý:
- Phía đông giáp thị trấn Plei Kần
- Phía tây giáp Lào
- Phía nam giáp xã Đăk Kan và xã Pờ Y
- Phía bắc giáp xã Đăk Nông.

Xã Đăk Xú có diện tích 119,20 km², dân số năm 2019 là 7.096 người, mật độ dân số đạt 60 người/km².

## Hành chính
Xã Đăk Xù được chia thành 11 thôn.

## Lịch sử
Ngày 15 tháng 10 năm 1991, Hội đồng Bộ trưởng ban hành Quyết định số 316-HĐBT về việc thành lập huyện Ngọc Hồi thuộc tỉnh Kon Tum. Theo đó, chuyển xã Đắk Xú thuộc huyện Sa Thầy về huyện Ngọc Hồi mới thành lập quản lý.
Ngày 7 tháng 10 năm 1991, Chính phủ ban hành Quyết định số 514-TCCP về việc thành lập thị trấn Plei Kần trên cơ sở một phần diện tích và dân số của xã Đăk Xú.
Ngày 8 tháng 1 năm 2004, Chính phủ ban hành Nghị định số 13/2004/NĐ-CP về việc thành lập xã Đắk Kan trên cơ sở điều chỉnh 8.790 ha diện tích tự nhiên và 2.293 nhân khẩu của xã Đắk Xú.
Sau khi điều chỉnh, xã Đắk Xú còn lại 11.920 ha diện tích tự nhiên và 3.369 nhân khẩu.
Ngày 2 tháng 2 năm 2015, Bộ Xây dựng ban hành Quyết định số 129/QĐ-BXD về việc công nhận thị trấn Plei Kần mở rộng (bao gồm thị trấn Plei Kần và các thôn Chiên Chiết, Đắk Tang, Ke Joi, Xuân Tân thuộc xã Đắk Xú) đạt tiêu chuẩn đô thị loại IV.